# Municipio de Diamond Lake (Minnesota)
El municipio de Diamond Lake (en inglés: Diamond Lake Township) es un municipio ubicado en el condado de Lincoln en el estado estadounidense de Minnesota. En el año 2010 tenía una población de 207 habitantes y una densidad poblacional de 2,28 personas por km².

## Geografía
El municipio de Diamond Lake se encuentra ubicado en las coordenadas 44°20′11″N 96°16′16″O / 44.33639, -96.27111. Según la Oficina del Censo de los Estados Unidos, el municipio tiene una superficie total de 90.63 km², de la cual 83,34 km² corresponden a tierra firme y (8,04 %) 7,29 km² es agua.

## Demografía
Según el censo de 2010, había 207 personas residiendo en el municipio de Diamond Lake. La densidad de población era de 2,28 hab./km². De los 207 habitantes, el municipio de Diamond Lake estaba compuesto por el 98,07 % blancos, el 0,48 % eran asiáticos y el 1,45 % eran de una mezcla de razas. Del total de la población el 0 % eran hispanos o latinos de cualquier raza.